# متنزه بليستوسين
متنزّه بليستوسين (بالروسية: Плейстоценовый парк) وهي محمية طبيعية على نهر كوليما جنوب تشيرسكي في جمهورية ساخا في روسيا وتقع في شمال شرق سيبيريا، إذ تجري محاولةٌ لإعادة إنشاء نظام البيئي لمناطق السهوب العشبية في القطب الشمالي التي ازدهرت في المنطقة خلال الفترة الجليدية الأخيرة.
ويقود هذا المشروع العالمان الروسيان سيرغي زيموف ونيكيتا زيموفإذ يختبران الفرضية القائلة بأن إعادة إسكان الحيوانات العاشبة الكبيرة (والحيوانات المفترسة) يمكن أن تستعيد النظم البيئية للمراعي الخصبة، كما هو متوقع في حالة الصيد الجائر، لا تغير المناخ، وهو المسؤول الرئيسي عن انقراض الحياة البرية واختفاء المراعي في نهاية عصر البليستوسين.
إن الهدف من المشروع هو البحث في التأثيرات المناخية للتغيرات المتوقعة في النظام البيئي. وتتمثل الفرضية هنا بأن التحول من التندرا إلى المراعي سيؤدي إلى ارتفاع نسبة انبعاث الطاقة وبالتالي امتصاص الطاقة في المنطقة، وهذا ما يؤدي إلى تقليل ذوبان جليد الأراضي الدائمة التجمد ومن ثم تقليل انبعاث الغازات الدفيئة. ومن المعتقد أيضًا أن إزالة الثلوج من قبل الحيوانات العاشبة الكبيرة من شأنه أن يقلل بدرجة أكبر من عزل الأراضي دائمة التجمد.
ولدراسة ذلك، أُفرج عن حيوانات عاشبة كبيرة ليجري رصد تأثيرها على الحيوانات المحلية. وتشير النتائج الأولية إلى أن الموطن البيئي للتندرا منخفضة المستوى بيئيًا تتحول إلى إقليم أحيائي من المراعي المنتجة، وإلى انبعاث الطاقة في المنطقة التي برزت فيها.

## الأهداف

### بحث تأثيرات الحيوانات العاشبة الكبيرة على التندرا في القطب الشمالي/ النظام البيئي للمروج الطبيعية
إن الهدف الرئيسي من حديقة بليستوسين هو إعادة إنشاء سهول الماموث (مروج التايغا/التندرا القديمة التي كانت منتشرة في المنطقة خلال العصر الجليدي الأخير). وكان المفهوم الرئيسي هنا هو أن الحيوانات حافظت على هذا النظام البيئي وليس المناخ. ويمكن أن تؤدي إعادة إدخال الحيوانات العاشبة الكبيرة إلى سيبريا أن تبدأ بعد ذلك حلقة تغذية مرتدة إيجابية تشجع على إعادة إنشاء النظم البيئي للمراعي. وهذه الحجة هي أساس إعادة الطبيعة البرية إلى المنظر الطبيعي لحديقة بليستوسين من جديد مع الحيوانات الضخمة التي كانت موجودة بكثرة سابقًا في المنطقة، ويتضح ذلك من السجل الأحفوري.
واختفى النظام البيئي للمراعي والسهوب الذي سيطر على سيبيريا خلال العصر الحديث الأقرب قبل 10 آلاف عام وحل محله المطحلب وغطاء من نظامي التندرا المشجرة والتايغا البيئيين. وفي نفس الوقت، اختفت أغلب الحيوانات العاشبة الكبيرة التي تجوب سيبيريا أثناء فترة العصر الجليدي الذي اختفى تمامًا من المنطقة. وكان التفسير السائد لهذا هو أنه في بداية حقبة الهولوسين تغير مناخ السهوب القاحلة إلى مناخ رطب، عندما اختفت السهوب كما فعلت حيوانات السهوب. ويشير سيرغي زيموف إلى أنه خلافًا لهذا السيناريو:
- حدثت تحولات مناخية مماثلة في الفترة السابقة الفاصلة بين عصرين جليديين دون التسبب في مثل هذه التغيرات البيئية الهائلة،[8][9][11]
- إذ إن الحيوانات العاشبة الكبيرة من السهوب السابقة التي ظلت باقية حتى يومنا هذا (على سبيل المثال ثور المسك والبيسون والخيول البرية) تزدهر في البيئات الرطبة، وأيضًا في البيئات القاحلة،[8][9][11]
- إن المناخ (سواء في درجات الحرارة أو الرطوبة) في شمال سيبيريا اليوم يشبه في واقع الأمر مناخ سهوب الماموث. إذ إن الرقم القياسي لقرينة القحولة في شمال سيبيريا على مقياس ميخائيل بوديكو هو 2 (تعادل السهوب المتاخمة لشبه الصحراء).[8][9][11] ويقارن مقياس بوديكو لقرينة القحولة نسبة الطاقة التي يتلقاها سطح الأرض إلى الطاقة اللازمة لتبخر إجمالي الهطول السنوي. وقد استندت حجة (المناخ الرطب) إلى مقاييس أخرى، والتي تقارن بين الهطول والنتح التبخري المحتمل. تمتلك الطحالب معدل نتح منخفض جدًا، وبالتالي يسبب الرطوبة دون الحاجة بالضرورة إلى الرطوبة اللازمة لتكوينها. ولذلك فإن استخدام هذه المقاييس الأخرى كدليل على أن الرطوبة هي سبب اختفاء المراعي يشكل حجة الحلقة المفرغة غير القابلة للتطبيق علميًا.

ويناقش زيموف وزملاؤه بالترتيب العكسي للتغيير البيئي في سهوب الماموث. أن البشر بتقنياتهم التي تتحسن باستمرار يطاردون الحيوانات العاشبة الكبيرة وأدى ذلك إلى انقراضها وإبادتها. وبدون رعي الحيوانات العاشبة ودوسها على الأرض، تمكنت الطحالب والشجيرات والأشجار من السيطرة على النظام البيئي للمراعي واستبداله. وإذا دمرت المراعي بسبب تدمير جماعات الحيوانات العاشبة عن طريق الصيد البشري، «فمن المنطقي أن يعاد تشكيل هذه المناظر الطبيعية عن طريق العودة الحكيمة لمجتمعات الحيوانات العاشبة المناسبة».

### بحث تأثيرات الحيوانات العاشبة الكبيرة على التربة الصقيعية والاحتباس الحراري
ويتمثل الهدف الثانوي في البحث عن التأثيرات المناخية للتغيرات المتوقعة في النظام البيئي. وهنا يكمن المفهوم الأساسي في أن بعض الآثار المترتبة على الحيوانات العاشبة الكبيرة، مثل استئصال الأشجار والشجيرات أو دوس الماشية على الثلج سوف تؤدي إلى تبريد الأرض بشكل أقوى في الشتاء، الأمر الذي يؤدي إلى تقليل ذوبان التربة الصقيعية خلال الصيف وبالتالي انبعاث غازات دفيئة بصورة أقل.
إن التربة الصقيعية هي عبارة عن خزان عالمي كبير للكربون ظل متجمدًا في أنحاء كثيرة من أراضي الهولوسين. ونتيجة لتغير المناخ مؤخرًا بدأت التربة الصقيعية بالذوبان، وذلك ما أدى إلى إطلاق الكربون المخزّن وتشكيل بحيرات حرارية. وعندما تندمج التربة الصقيعية الذائبة بالبحيرات الحرارية، يتحول الكربون إلى كل من ثاني أكسيد الكربون وميثان ويُطلق إلى الغلاف الجوي. ويعتبر الميثان من الغازات الدفيئة القوية، وانبعاثاته من البحيرات الحرارية تنطوي على إمكانية بدء دورة تغذية مرتدة إيجابية تؤدي فيها زيادة تركيزات الميثان في الغلاف الجوي إلى تضخم تغيُّر المناخ العالمي، ما يؤدي بدوره إلى زيادة التربة الصقيعية وزيادة ذوبان الجليد والمزيد من انبعاثات غاز الميثان وثاني أكسيد الكربون.
وبما أن الكربون المجمع المخزّن في التربة الصقيعية في العالم يعادل (1670 جيجا طن)،
```
ويساوي حوالي ضعفي كمية الكربون المنبعث حاليًا في الغلاف الجوي (720 جيجا طن)،
[
19
]
 وقد يؤدي تحريك دورة التغذية المرتدة الإيجابية هذه إلى سيناريو تغير المناخ الجامح. وحتى لو كان الوضع البيئي للقطب الشمالي كما كان قبل أربعمائة ألف عام (أي المراعي بدلًا من التندرا)، فإن ارتفاع درجات الحرارة العالمية بمقدار 1,5 درجة مئوية (2,7 درجة فهرنهايت) نسبة لمستوى ما قبل عصر الصناعة سوف يكون كافيًا لبدء ذوبان التربة الصقيعية في سيبيريا.
[
20
]
 وقد تؤدي زيادة التبريد بالأرض خلال فصل الشتاء أن ترفع نقطة التحول الحالية ما يحتمل تأخير مثل هذا السيناريو.
```

## التنفيذ

### الخلفية: مناطق بليستوسينية إقليمية
وقد اقتُرح أن إدخال مجموعة متنوعة من الحيوانات العاشبة الكبيرة سيعيد إنشاء النمط الحياتي البيئي القديم في سيبيريا وتجديد تضاريس بليستوسين بموائلها البيئية المختلفة مثل التايغا والتندرا والسهوب والتضاريس الألبيّة.
ولكن الهدف الرئيسي هو إعادة إنشاء المراعي الواسعة التي غطت منطقة بيرينجيا في أواخر العصر الجليدي (البليستوسيني). سكن هذا الشكل من المراعي (المعروف أيضًا باسم سهوب الماموث) بمجموعة متنوعة من الحيوانات العاشبة الكبيرة والمتوسطة. وبالعودة إلى بليستوسين المنطقة كان يسكنها العديد من أنواع المواشي التي تجمعت في قطعان كبيرة مماثلة في الحجم لتلك الموجودة في أفريقيا اليوم. ومن بين هذه الأنواع التي تجولت في المراعي العظيمة: الماموث الصوفي ووحيد القرن الصوفي وبيسون السهوب وأحصنة لينا وثور المسك والرنة.
وهناك نوع آخر من أنواع الأعشاب التي كانت وفيرة في هذه المنطقة خلال فترة البليستوسين ولكنها تواجه الآن انقراضًا محتملًا في موطنها المتبقي، وهي ظباء سايغا، الذي يمكن أن يشكل قطعان ضخمة تبقي الغطاء النباتي في الأسفل.
وهناك نوع آخر من الحيوانات العاشبة التي كانت متواجدة بكثرة في هذه المنطقة خلال فترة العصر الجليدي ولكنها تواجه الآن انقراض محتمل في موطنها المتبقي، وهي ظباء السايغا، الذي يمكن أن يشكل قطعان ضخمة تحافظ على الغطاء النباتي.
وعند حواف هذه المساحات الكبيرة من المراعي، يمكن العثور على المزيد من الأراضي الشبيهة بأرض أعشاب السافانا المشجرة والغابات الصنوبرية الجافة (مشابهة للتايغا). في هذا تضاريس كانت البرامج الاستطلاعية للبليستوسين حيثما وجدت. وتشمل هذه المجموعة من الحيوانات الضخمة وحيد القرن الصوفي والموظ والإلكة والحمار الوحشي اليوكوني والجِمال. وقد احتلت العديد من أنواع الحيوانات الجبلية مثل الأغنام الثلجية المزيد من الأراضي الجبلية.
وبالعودة مرة أخرى للعصر الجليدي وُجد هناك أيضًا مجموعة كبيرة ومتنوعة من الثدييات آكلة اللحوم. وكان يتربع بفخر في السهول أسد الكهوف الأوروبي في كهف برينجيان وكانت هذه القطط الكبيرة من الحيوانات المفترسة المهيمنة في المنطقة، ولكنها شاركت أيضًا موطنها البيئي مع الحيوانات المفترسة الأخرى مثل الذئب الرمادي وضباع الكهوف والهيموثيريوم (وهو نوع من القطط له أسنان تشبه السيف) والدب البني والدب الشره والثعلب القطبي، التي احتلت جميعها محلًا بيئيًا مميزًا أساسيًا لتوازن الأنظمة البيئية لكل منها.
ويوجد أيضًا على حواف المراعي (في الشجيرات والغابات) الدببة البنية والدبب الشرهة ودببة الكهوف والوشق والببر والنمور والثعالب الحمراء. واحتل الببر السيبيري ونمر آمور الجزء الجنوبي من منطقة السهوب، وما يزال السكان الباقون على قيد الحياة موجودين على طول الحدود الروسية الصينية الحالية في منطقتي آمور وبريمورسكي كراي.

## وصلات خارجية
- الموقع الرسمي
- مؤسسة متنزّه بليستوسين (بالإنجليزية)